# سليمان أبو عز الدين
سليمان بك أبو عز الدين : (1871 - 30 مارس 1933) صحفي وباحث ومؤرخ لبناني. من مواليد العبادية في قضاء بعبدا ينتمي إلى عائلة درزية. هاجر إلى مصر وتميز بوطنية واندفاع في خدمة المهاجرين الدروز. خدم في مالية حكومة السودان الإنجليزي المصري عشرين سنة. اهتم بالتاريخ وبصورة خاصة التاريخ وما كان يتعلق بالطائفة الدرزية وعائلاتها في الشام. وقد ذهب شخصيا يطوف في القری ويجمع المعلومات استعداداً لوضع كتاب بهذا الموضوع ولكنه توفي حادث سيارة في‌ آخر آذار / مارس 1933.

## سيرته
ولد سليمان بن أمین ابن إبراهيم بن منصور بن سليمان أبو عزّ الدين سنة 1871 في العبادية من قرى قضاء بعبدا في محافظة جبل لبنان فتعلم في المدرسة الداودية في عبيه ثم في مدرسة برمانا الثانوية، ثم في الكلية‌السورية‌ - الإنجليزية في بيروت فتخرّج فيها برتبة بكالوريوس علوم سنة 1895 فأخذ يكتب في جريدة الروضة الصادرة في بعبدا.

هاجر إلى الإسكندرية حوالي 1898 فعيّن في سكة حديد الدلتا فقام إلى جانب عمله يجمع شمل الشباب السوريين واللبنانيين في‌ الإسكندرية وأسس منهم جمعية أدبية انتخبوه رئيساً لها وبعد قرابة سنتين انتقل إلى السودان الإنجليزي المصري، وتقلد فيها عدة مناصب عالية،‌ وأسندت إليه مهام خطيرة «كان يضطلع بها بجرأة و ذكاء وبراعة، فاكتسب محبة الجميع وثقتهم واحترامهم وسمي بالرجل المتين.» وقد منحه ملك مصر رتبة بك تقديراً لشخصه.

توفي سليمان بك في حادث سيارة في آخر آذار / مارس سنة 1933.

## حياته الشخصية
عندما كان يسكن مصر، بالإضافة إلى ثلاثة تلاميذ كان يساعدهم من جيبه الخاص منذ سنة 1899 فإنه أنشأ مع الموظفين الدروز هناك صندوقاً يغذونه باقتطاع 10% من رواتبهم، فتوافر الهم في‌ السنة الأولى 1907 ما مكّن من مساعدة خمسة طلاب من الناجحين الذين كان يختارهم أخوه القاضي محمد أبو عز الدين وفي سنة 1911 قام الأخوان بتأسيس جمعية المعارف الدرزية مع لفيف من رجال الفضل، فكان يجمع المال في السودان ومحمد يشرف على توزيعه في لبنان. وفي الحرب العالمية الأولى توقفت أعمال الجمعية، ثم توفي القاضي محمد أبو عز الدين القائم بأعمالها في لبنان سنة 1917 لكنها استأنفت أعمالها بعدئذ على يدي سليمان بك وقد عاد إلى البلاد سنة 1922 واستمرّ على رعايتها والاهتمام بها حتی تاريخ وفاته. وبعد وفاته توقفت جمعية المعارف الدرزية عن جميع التبرعات لكنها استمرت في الانفاق علی طلّابها وبقيت كذلك إلى أن تخرج آخر طالب سنة 1938.

تبرع سليمان بك قبل وفاته بمكتبته لمكتبة الجامعة الأميركية في بيروت. 

## آثاره وتأثيره
ومن تآليفه هو كتاب إبراهيم باشا في سوريا وله مقال مهم في مجلة البادية كتبها سنة‌ 1930 موضوعه جذور الدروز ومقال ثان عن توطين الدروز في حوران في المقتطف سنة 1928، وثالث موضوع أصل الدروز في المقتطف أيضا سنة 1930 وفيه يرد على فيليب حتّي.
وفي 2004 نشرت المؤرخ سليمان أبو عز الدين: حياته وأعماله عن أميمة زهر الدين.  وقد أطلقت اسمه على أحد شوارع بيروت بالمصيطبة تقديرا لجهوده.

## وصلات خارجية
- بعض مقالاته في sakhrit